# Oenospila flavilinea
Oenospila flavilinea là một loài bướm đêm trong họ Geometridae.